# ميشيل دوغرتي
ميشيل دوغرتي (بالإنجليزية: Michele Dougherty)‏ هي أستاذة جامعية وفيزيائية جنوب أفريقية، ولدت في 1962 في جنوب أفريقيا.